# 16127 Фарзан-Кашані
16127 Фарзан-Кашані (16127 Farzan-Kashani) — астероїд головного поясу, відкритий 7 грудня 1999 року.
Тіссеранів параметр щодо Юпітера — 3,615.